# José Francisco Albasini
Pour les articles homonymes, voir Albasini.
José Francisco Albasini, dont les pseudonymes furent Bandana ou Faftin, né en 1878 au Mozambique portugais, dans l'actuel district de Magude au sud du pays, et mort en 1935, est un journaliste, homme de presse, militant politique et leader nationaliste. Il est le frère cadet de João dos Santos Albasini, avec qui il partagea de nombreux engagements politiques et journalistiques.

## Biographie
Leur grand-père paternel est un Portugais qui fut consul au Transvaal, leur mère est issue d'une famille de dignitaires africains de Maxaquene. Comme João, il devient fonctionnaire et possède une ferme .
Après la mort de son frère en 1922, il prend la tête, en collaboration avec Estácio Dias, du Grémio africano de Lourenço Marques et du journal O Brado Africano, qu'ils avaient fondés ensemble. D'une plume moins alerte que son frère, il adopte en politique des positions plus radicales. C'est un panafricaniste convaincu.
Il est touché à son tour par la tuberculose qui avait emporté João et meurt en 1935.